# Kerstin Thorvall

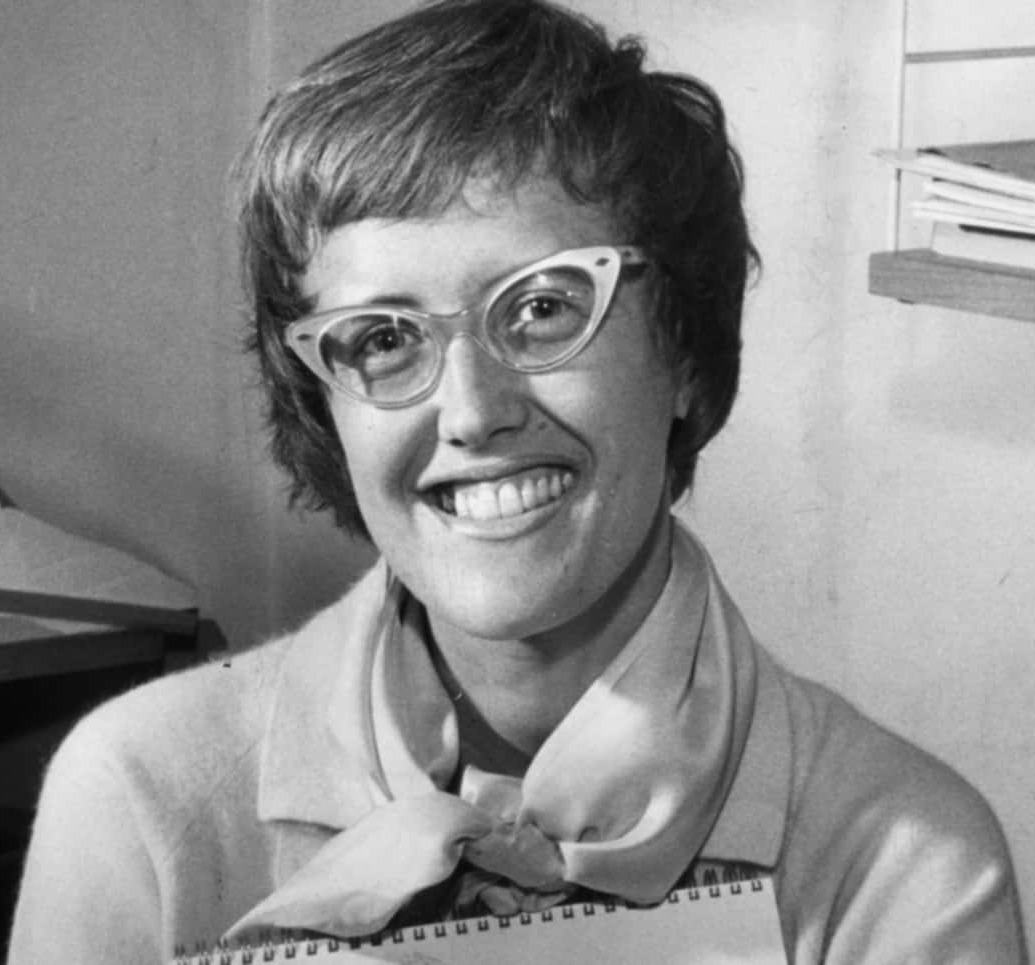
Kerstin Thorvall, 1959. Foto: Lasse Olsson.

Kerstin Hilma Margareta Thorvall (12 de agosto de 1925, Eskilstuna-9 de abril de 2010, Estocolmo) fue una escritora, ilustradora y periodista sueca. Debutó como escritora de ficción en 1959 con la obra para adolescentes El libro para ti, a la que siguieron varios libros para niños, jóvenes y adultos, entre los que destacan Lo más prohibido y Cuando se dispara a los trabajadores, galardonado este último con el premio Moa Martinson. Paralelamente a su carrera como escritora, realizó ilustraciones para  novelas infantiles y para la prensa. Thorvall también fue una prolífica polemista y columnista en varios diarios y publicaciones semanales.

## Biografía
Durante su infancia y juventud, Thorvall vivió en Sollefteå, Eskilstuna y Uppsala. Era hija de Åke Thorvall  y Tora Christiansson. Su padre era maníaco-depresivo y falleció por un infarto en 1936, cuando Thorvall tenía once años. A partir de entonces vivió sola con su madre, con quien desarrolló una relación conflictiva.
Después del bachillerato, se mudó a Estocolmo, donde se formó entre 1945 y 1947 como diseñadora de moda en la Escuela Superior de Diseño Beckmans. En la década de 1950, trabajó como ilustradora profesional; más tarde empezó a escribir y a publicar columnas en varias revistas semanales, para las que también cubrió el Festival de Cine de Cannes durante años. Durante la década de los 2000, Thorvall participó activamente como columnista en el periódico Aftonbladet. Durante la última parte de su vida sufrió demencia, y vivió sus últimos años en un hogar de ancianos. Murió tras una breve enfermedad y está enterrada en Fläckebo (Västmanland), donde también descansan sus padres.

## Carrera literaria
Thorvall publicó su primera novela  El libro para ti (Boken till dig), con la editorial Bonniers en 1959. A esta primera obra le siguieron otras pertenecientes al género de literatura infantil y juvenil, así como novelas para adultos. Al mismo tiempo continuó ilustrando sus propios libros y los de otros autores, como  Kalle Blomkvist, Eva-Lotte y Rasmus,  de Astrid Lindgren.
Por sus descripciones francas de la sexualidad femenina, especialmente en Lo más prohibido (Det mest förbjudna 1976), basada en su propia vida, causó  «pánico moral» en la década de 1970 y se convirtió en una de las autoras más vilipendiadas, y al mismo tiempo más leídas de Suecia.
Lo más prohibido se considera una obra importante del género conocido como literatura confesional . A pesar de su retrato de la liberación sexual de la mujer, no tuvo éxito entre la izquierda feminista, que consideraba que la obra carecía de perspectiva política.
La apreciación de la obra de Thorvall, sin embargo, aumentó a lo largo de los años, sobre todo cuando publicó una trilogía de novelas escritas en forma de memorias; la primera parte, Cuando se dispara a los trabajadores (När man skjuter arbetare, 1993), explora el matrimonio de sus padres, y recibió el Premio Moa en 1994. La segunda parte, I skuggan av oron (1995), relata la historia de su relación con su madre después de la muerte de su padre, y la parte final, Från Signe till Alberte(1998), trata sobre su vida como madre y esposa del artista Lars Erik Falk, que en ocasiones estuvo ausente de la vida familiar debido a la depresión y otros problemas mentales.
El último libro de Thorvall fue Upptäckten (2003), descrito como un informe del estado actual de la atención a los ancianos, basado en su propia experiencia del servicio de atención domiciliaria.
En 2005 se publicó un volumen recopilatorio con la poesía de Thorvall, Jag är en grön bänk i Paris.

## Vida familiar
Se casó por primera vez en 1948 con el artista Lars Erik Falk, con quien tuvo tres hijos: el escritor Hans Falk (nacido en 1949), Johan Falk (1953) y el artista Gunnar Falk (1955). Hasta el final de su matrimonio en 1959, usó el nombre Thorvall-Falk.
Thorvall estuvo casada por segunda vez entre 1961 y 1971 con el director de arte Per Engström, con quien tuvo a Anders Engström en 1962, presidente de la empresa Det mest förbidden AB, que gestiona los derechos de autoría de Thorvall. Los hijos de Thorvall donaron todos los manuscritos, diarios, fotografías y recortes de prensa de su madre a la Biblioteca Real. Durante su segundo matrimonio usó el nombre Thorvall-Engström.
Se casó por tercera vez en 1974 con James Walsh, hasta 1978.

## Obras sobre Kerstin Thorvall
El primer marido de Thorvall, Lars Erik Falk describió su matrimonio en el libro Liv/Konst (2008).
La obra Lilla du och jävla jag, del escritor Johan Wensheim trata sobre un romance que tuvo con Thorvall.
En la primavera de 2016, la cadena de televisión SVT emitió en tres episodios la serie dramática de Tova Magnusson Det mest förbidden, sobre la vida de Kerstin Thorvall y su trabajo, relaciones y familia.

## Premios y reconocimientos
- Recibió becas de la asociación Litteraturfrämjande en 1966 (en la categoría de autores de literatura infantil y juvenil) y en 1968
- En 1977, recibió el Premio Astrid Lindgren, que reconoce a autores de literatura infantil y juvenil.
- En 1994 obtuvo el Premio Moa, otorgado por la ABF (Asociación por la Educación de los Trabajadores).
- La organización sindical SKTF la nombró «Autora del Año» en 1996. El mismo año, recibió el Premio Knut V. Pettersson por su labor como dibujante.
- En 1999, obtuvo la placa Hedenvind, premio concedido en honor del escritor Gustav Hedenvind-Eriksson.
- En 2004 la organización  Ivar Lo-Johanssons Författarfond, con representantes de la Asociación de Autores de Suecia y de la Academia Sueca le concedió el Premio Personal Ivar Lo-Johanssons.
- En 2006 recibió el Premio de Honor de la ciudad de Estocolmo.